# Wilhelm Schlüter (Politiker, 1871)

Wilhelm Schlüter

Wilhelm Schlüter (* 28. August 1871 in Rehme (heute Bad Oeynhausen); † 8. Januar 1930 in Berlin) war ein deutscher Politiker (SPD).

## Leben und Wirken
Wilhelm Schlüter besuchte von 1878 bis 1886 die Volksschule in Rehme. Ab seinem achten Lebensjahr war er in Heimarbeit in der Zigarrenherstellung beschäftigt. Ab seinem zwölften Lebensjahr arbeitete Schlüter in der Zigarrenfabrik von Wilhelm Lücking in Bad Oeynhausen. 1887 beendete er seine Lehre als Zigarrenarbeiter. Von 1888 bis 1890 bereiste Schlüter als Wanderbursche ganz Deutschland und arbeitete unterwegs an allen Hauptproduktionsorten der Tabakindustrie. Seit 1888 war Schlüter, der sich seit frühester Jugend in der Arbeiterbewegung engagierte, zudem agitatorisch für die Sozialdemokratie tätig. Von 1891 bis 1893 leistete er seinen Wehrdienst ab. 1893 entsandten ihn die Tabakarbeitern seiner Heimat als Delegierten zum Tabakarbeiterkongress in Berlin.
Erste größere Bekanntheit erlangte Schlüter, der seit 1896 verheiratet war, mit einer Reihe von Artikeln in der Zeitschrift Der Tabakarbeiter, in denen er das Elend der Tabakarbeiter im östlichen Westfalen schilderte und so den Blick der Öffentlichkeit auf die Missstände in diesem Gewerbe lenkte. Nicht zuletzt aufgrund dieser Leistung wurde er 1905 zum Gauleiter des Deutschen Tabakarbeiterverbandes gewählt.
Später siedelte Schlüter nach Herford über, wo er Kassierer für den SPD-Verein Herford-Halle wurde. Seit 1916 gehörte Schlüter dem Stadtrat von Herford an. Während der beiden letzten Jahre des Ersten Weltkriegs war er zudem Mitglied im Arbeitersekretariat. 
1919 nahm Wilhelm Schlüter für seine Partei an der Verfassungsgebenden Nationalversammlung der Weimarer Republik teil. In Bielefeld gehörte er der Bezirksleitung der SPD für das östliche Westfalen an. Des Weiteren vertrat er seine Partei von 1921 bis 1924 als Abgeordneter im Preußischen Landtag und von 1924 bis 1930 als Abgeordneter des Wahlkreises 17 (Münster-Minden-Lippe, später Westfalen-Nord) im Reichstag in Berlin.